# Rhinotus panamanus
Rhinotus panamanus är en mångfotingart som först beskrevs av Loomis 1964.  Rhinotus panamanus ingår i släktet Rhinotus och familjen Siphonotidae. Inga underarter finns listade i Catalogue of Life.